# Ръсел (окръг, Алабама)
Вижте пояснителната страница за други значения на Ръсел.
Окръг Ръсел (на английски: Russell County) е окръг в щата Алабама, Съединени американски щати. Площта му е 1676 km², а населението – 59 183 души (1 април 2020). Административен център е град Финикс Сити.